# Ezhou
Ezhou (en xinès: 鄂州; pinyin: Èzhōu) és una ciutat-prefectura de l'est de la província de Hubei, a la Xina. Segons el cens de 2010 té una població de 1.048.668 habitants, dels quals 668.727 viuen al districte central d'Echeng. La conurbació formada per les zones urbanes d'Ezhou i Huanggang té 1.035.496 habitants, sumant el districte Echeng (d'Ezhou) i el districte Huangzhou (de Huanggang).

## Geografia
Ezhou se situa a la riba sud del riu Iang-Tsé, a l'est de Wuchang (a Wuhan) i a l'altra banda del riu respecte de la ciutat de Huanggang, amb la qual es connecta pel Pont d'Ehuang. Emplaçada entre les grans ciutats de Wuhan i Huangshi, Ezhou té una àrea relativament petita de 1504 quilòmetres quadrats.
Hi ha força llacs a Ezhou, entre ells el Llac Liangzi i el Llac Yanglan. És coneguda la presència del peix Megalobrama amblycephala en aquests llacs.

## Història
El nom «Ezhou» data de la Dinastia Han però prové del nom de l'antic Estat d'E vassall de la dinastia Zhou (combinant aquests dos noms). El centre administratiu de la ciutat ha canviat diverses vegades, però el nom va romandre fins a l'època dels Tres Regnes en què esdevingué la capital del Wu Oriental (governat per Sun Quan) i canvià el nom per "Wuchang". Aquest nom va seguir en ús fins al 1915, i donà lloc a confusions ja que també era el nom de la ciutat de Wuchang, actualment part de Wuhan.
Al llarg de la història xinesa, Ezhou ha estat una important ciutat políticament, econòmica i militar com a posició estratègica del curs mitjà del Iang-Tsé. També és important per a la història de la secta budista Terra Pura.

## Subdivisió
Huanggang es divideix en 3 districtes:
- Districte d'Echeng (鄂城区) que es correspon amb la zona urbana central
- Districte de Huarong (华容区)
- Districte de Liangzihu (梁子湖区) o Districte del Llac Liangzi

| Mapa                     |
| ------------------------ |
| Echeng Huarong Liangzihu |